# Samswegen
Samswegen is een plaats in de Duitse gemeente Niedere Börde. De gemeente ligt in de Landkreis Börde in de deelstaat Saksen-Anhalt. Samswegen telt 1.877 inwoners (2007).